# کلبسیلا تری ژنا
کلبسیلا تری ژنا (Klebsiella terrigena) یک باکتری گرم منفی از سرده کلبسیلا که بار اول از نمونه‌های خاک و آب جدا شده است. اما به ندرت در انسان دیده می‌شود. مطالعات نشان داده‌اند که کمتر از ۱٪ از افراد سالم حامل این باکتری هستند. با وجود داشتن بسیاری از فاکتورهای بیماریزایی مانند کلبسیلا پنومونیه، این بلاکتری ارتباط مستقیمی با بیماری‌های انسانی ندارد.